# Rallye de l'Acropole 1971
Le Rallye de l'Acropole 1971 (19e Rallye Acropolis), disputé du 27 au 30 mai 1971, est la quatorzième manche du Championnat international des marques (IRC) courue depuis 1970 et la septième manche du Championnat international des marques 1971.

## Contexte avant la course

### Le championnat international des rallyes pour marques
Alors que le championnat d'Europe des rallyes pour conducteurs fut créé en 1953, ce n'est que quinze ans plus tard, en 1968 qu'apparut le championnat d'Europe des rallyes pour marques (ERC), Ford devenant cette année-là le premier constructeur titré dans la discipline. En 1970, le championnat devint intercontinental et fut rebaptisé championnat international des rallyes pour marques (IRCM) en intégrant une épreuve africaine, le Safari. Le calendrier 1971 comprend neuf manches, deux de plus que l'année précédente grâce à l'intégration du Rallye du Maroc et au retour de la Coupe des Alpes. Les épreuves sont réservées aux catégories suivantes :
- Groupe 1 : voitures de tourisme de série
- Groupe 2 : voitures de tourisme spéciales
- Groupe 3 : voitures de grand tourisme de série
- Groupe 4 : voitures de grand tourisme spéciales

Comptant trois victoires, toutes remportées par Ove Andersson, Alpine figure largement en tête du classement provisoire du championnat international des marques. Un succès en Grèce permettrait au constructeur français de remporter le titre, sans attendre le déroulement des épreuves suivantes.

### L'épreuve
Organisé régulièrement depuis 1953, le Rallye de l'Acropole a rapidement un statut international et devint dès 1956 une des épreuves phares du Championnat d'Europe des rallyes pour conducteurs. Empruntant des routes difficiles, avec une bonne part de pistes rocailleuses, il s'avère très éprouvant pour les mécaniques et pour les pilotes et souvent considéré comme la plus difficiles des épreuves européennes de la discipline. La dernière édition (1970) a été dominée par les Alpine, avec la victoire de Jean-Luc Thérier devant son coéquipier Jean Vinatier.

## Le parcours
- départ : 27 mai 1971 d'Athènes
- arrivée : 30 mai 1971 à Athènes
- distance : 3 600 km, dont 403,5 sur 26 épreuves spéciales (27 épreuves initialement prévues)
- surface : asphalte et terre
- Course disputée en une seule étape[3]

## Déroulement de la course

### Première journée
Les équipages partent d'Athènes le jeudi matin, par temps sec. Ils empruntent l'autoroute pour traverser le canal de Corinthe et gagner le Péloponnèse pour disputer la première épreuve spéciale. Sur une route large et asphaltée, les trois Alpine officielles dominent nettement, Jean-Pierre Nicolas prenant le commandement de la course devant ses coéquipiers Ove Andersson et Jean-Luc Thérier. Quatrième, la Lancia de Simo Lampinen n'a pu suivre le rythme et, après seulement dix kilomètres chronométrés, accuse déjà plus de vingt secondes de retard, alors qu'Håkan Lindberg (sur Fiat) est à près d'une demi-minute. Dans le deuxième tronçon sélectif, se déroulant en montagne sur une piste rocailleuse, les voiture françaises affichent la même supériorité, leurs trois pilotes réalisant des temps pratiquement identiques. L'avance du leader sur Lampinen, toujours quatrième, frise désormais la minute. Dans le secteur suivant, Thérier attaque et réduit sensiblement son retard sur Nicolas, mais va ensuite rencontrer quelques soucis (batterie défaillante, freinage instable, amortisseurs mal adaptés) qui vont lui coûter de précieuses secondes. Malgré un tête-à-queue s'étant achevé dans un tas de cailloux sur le parcours de liaison, Nicolas se maintient en tête, l'assistance rapide étant intervenue suffisamment rapidement pour qu'il reprenne la route (après remplacement d'une jante tordue) sans être pénalisé. Peu avant minuit, il compte 46 secondes d'avance sur Thérier et plus d'une minute sur Andersson, la Lancia de Lampinen étant distancée, à près de trois minutes. Jusqu'à la casse de sa distribution dans le secteur de Harokopio, le pilote local 'Siroco' tenait le sixième rang sur son Alpine privée. Désormais sixième derrière la Fiat de Lindberg, la DS de Richard Bochnicek est en tête du groupe 1, mais l'équipe Citroën Autriche a déjà perdu deux de ses quatre voitures, Alexander Kaja et Wolfgang Petzl ayant abandonné sur casses mécaniques. Près de la moitié des concurrents ont renoncé au cours de cette première journée, seuls trente-et-un étant encore en course.
| Pos. | Pilote              | Copilote              | Voiture                | Groupe | Temps           | Écart        |
| ---- | ------------------- | --------------------- | ---------------------- | ------ | --------------- | ------------ |
| 1    | Jean-Pierre Nicolas | Michel Vial           | Alpine A110 1600 S     | 4      | 1 h 03 min 01 s |              |
| 2    | Jean-Luc Thérier    | Claude Roure          | Alpine A110 1600 S     | 4      | 1 h 03 min 47 s | + 46 s       |
| 3    | Ove Andersson       | Arne Hertz            | Alpine A110 1600 S     | 4      | 1 h 04 min 06 s | + 1 min 05 s |
| 4    | Simo Lampinen       | John Davenport        | Lancia Fulvia coupé HF | 4      | 1 h 05 min 54 s | + 2 min 53 s |
| 5    | Håkan Lindberg      | Bo Reinicke           | Fiat 124 Spider        | 4      | 1 h 07 min 38 s | + 4 min 37 s |
| 6    | Richard Bochnicek   | Sepp-Dieter Kernmayer | Citroën DS21 injection | 1      |                 |              |
| 7    | Giuseppe Ceccato    | Helmut Eisendle       | Fiat 124 Spider        | 4      |                 |              |
| 8    | Johnny Pesmazóglou  | E. Mamalis            | Opel Kadett Rallye     | 2      |                 |              |

### Deuxième journée
Parmi les favoris, Lindberg va être le premier à renoncer, le différentiel de sa Fiat ayant cédé. Après s'être montré le plus rapide dans le secteur de Mégalopolis, Thérier tombe en panne sèche dans le secteur de Vytína : un filtre à air encrassé a entraîné une consommation excessive et le pilote normand, après avoir été dépanné tout d'abord par l'assistance de l'équipe Fiat puis en pleine spéciale par un spectateur qui va lui donner le contenu du réservoir de sa moto, va perdre au total six minutes, rétrogradant à la quatrième place. Il faudra quelque temps aux techniciens de chez Alpine pour détecter l'origine de la surconsommation de carburant, et Thérier envisage alors d'abandonner. Nicolas, qui commence à avoir des problèmes d'embrayage, va cependant l'inciter à poursuivre sa route. Au moment de quitter le Péloponnèse en empruntant le bac à Patras, Nicolas compte encore quarante-sept secondes d'avance sur son coéquipier Andersson, la Lancia de Lampinen étant à plus de quatre minutes. Mais avec un embrayage qui patine, le pilote français ne peut rivaliser avec son coéquipier suédois, qui revient progressivement sur lui et va s'emparer du commandement de la course après Deskáti. Thérier a abandonné un peu plus tôt, courroie d'alternateur cassé à cause d'une pierre ayant endommagé la poulie d'entraînement. Tout comme Franz Wurz, Bochnicek a été retardé par les casses répétées des bras de suspension des DS, qui vont être ressoudés à maintes reprises avant que les deux équipages autrichiens ne renoncent, ayant accumulé un retard trop important. Également très attardé, Claude Laurent va abandonner peu après, la réparation d'une attache de suspension arrière de sa DAF lui ayant coûté trop de temps. Il est alors près de minuit et Andersson a porté son avance sur Nicolas à près de deux minutes. Troisième, Lampinen est à plus de sept minutes de la première Alpine. Sur la seule Fiat restant en course, Giuseppe Ceccato est beaucoup plus loin, ayant été retardé par plusieurs crevaisons et par une panne sèche. Il précède l'Opel de Johnny Pesmazóglou, cinquième, en tête du groupe 2. Il ne reste plus que quatorze voitures en course.
| Pos. | Pilote              | Copilote        | Voiture                | Groupe | Temps           | Écart        |
| ---- | ------------------- | --------------- | ---------------------- | ------ | --------------- | ------------ |
| 1    | Ove Andersson       | Arne Hertz      | Alpine A110 1600 S     | 4      | 3 h 13 min 09 s |              |
| 2    | Jean-Pierre Nicolas | Michel Vial     | Alpine A110 1600 S     | 4      | 3 h 15 min 00 s | + 1 min 51 s |
| 3    | Simo Lampinen       | John Davenport  | Lancia Fulvia coupé HF | 4      | 3 h 20 min 35 s | + 7 min 36 s |
| 4    | Giuseppe Ceccato    | Helmut Eisendle | Fiat 124 Spider        | 4      |                 |              |
| 5    | Johnny Pesmazóglou  | E. Mamalis      | Opel Kadett Rallye     | 2      |                 |              |

### Dernière partie
Le classement reste inchangé durant la nuit. À l'aube, à Vólos, Andersson, bien que ralenti par des problèmes d'embrayage, a accru son avance et relégué Nicolas à plus de trois minutes et demie. Ce dernier n'est cependant pas menacé, Lampinen, toujours troisième, étant désormais à plus de dix minutes : le pilote finlandais a perdu du temps lors du remplacement de son ventilateur. La journée va se dérouler sans encombre, les favoris ayant nettement levé le pied. Le soir, l'écart entre les deux premiers dépasse toujours la minute. L'épreuve sur le circuit de Tatói, le dimanche matin, n'apporte aucun changement et Andersson remporte sa quatrième victoire de la saison, Nicolas assurant le doublé pour Alpine, son embrayage ayant tenu jusqu'à la fin. Lampinen termine troisième devant Ceccato. Cinquième, Pesmazóglou s'impose en groupe 2. Seulement neuf voitures ont rallié Athènes.

### Classements intermédiaires
Classements intermédiaires des pilotes après chaque épreuve spéciale.

### Classement général
| Pos | No | Pilote               | Copilote          | Voiture                | Temps            | Écart              | Groupe |
| --- | -- | -------------------- | ----------------- | ---------------------- | ---------------- | ------------------ | ------ |
| 1   | 5  | Ove Andersson        | Arne Hertz        | Alpine A110 1600 S     | 5 h 07 min 27 s  |                    | 4      |
| 2   | 2  | Jean-Pierre Nicolas  | Michel Vial       | Alpine A110 1600 S     | 5 h 10 min 19 s  | + 2 min 52 s       | 4      |
| 3   | 1  | Simo Lampinen        | John Davenport    | Lancia Fulvia coupé HF | 5 h 21 min 07 s  | + 13 min 40 s      | 4      |
| 4   | 11 | Giuseppe Ceccato     | Helmut Eisendle   | Fiat 124 Spider        | 6 h 39 min 52 s  | + 1 h 32 min 25 s  | 4      |
| 5   | 20 | Johnny Pesmazóglou   | E. Mamalis        | Opel Kadett Rallye     | 6 h 58 min 14 s  | + 1 h 50 min 47 s  | 2      |
| 6   | 16 | Âli Sipahi           | Erdoğan Zorlu     | BMW 2002 Ti            | 7 h 17 min 43 s  | + 2 h 10 min 16 s  | 2      |
| 7   | 24 | «Lycikomos»          | «Siro»            | Alfa Romeo 1750        | 8 h 09 min 03 s  | + 3 h 01 min 36 s  | 2      |
| 8   | 15 | Antonis Koulendianos | Nikos Koutsavelis | Datsun 510P            | 11 h 53 min 23 s | + 6 h 45 min 56 s  | 1      |
| 9   | 43 | Mario Ioannides      | Paddy Langdown    | Peugeot 404            | 24 h 27 min 22 s | + 19 h 19 min 55 s | 2      |

### Équipages de tête
- ES1 à ES11 :  Jean-Pierre Nicolas -  Michel Vial (Alpine A110 1600 S)
- ES12 à ES27 :  Ove Andersson -  Arne Hertz (Alpine A110 1600 S)

### Vainqueurs d'épreuves spéciales
- Ove Andersson -  Arne Hertz (Alpine A110 1600 S) : 10 spéciales (ES 9, 11 à 13, 15, 17 à 21)
- Jean-Pierre Nicolas -  Michel Vial (Alpine A110 1600 S) : 8 spéciales (ES 1, 2, 4, 5, 8, 14, 23, 27)
- Jean-Luc Thérier -  Claude Roure (Alpine A110 1600 S) : 5 spéciales (ES 2, 3, 6, 7, 10)
- Simo Lampinen -  John Davenport (Lancia Fulvia coupé HF) : 2 spéciales (ES 22, 26)
- Johnny Pesmazóglou -  E. Mamalis (Opel Kadett Rallye) : 2 spéciales (ES 24, 25)

## Résultats des principaux engagés

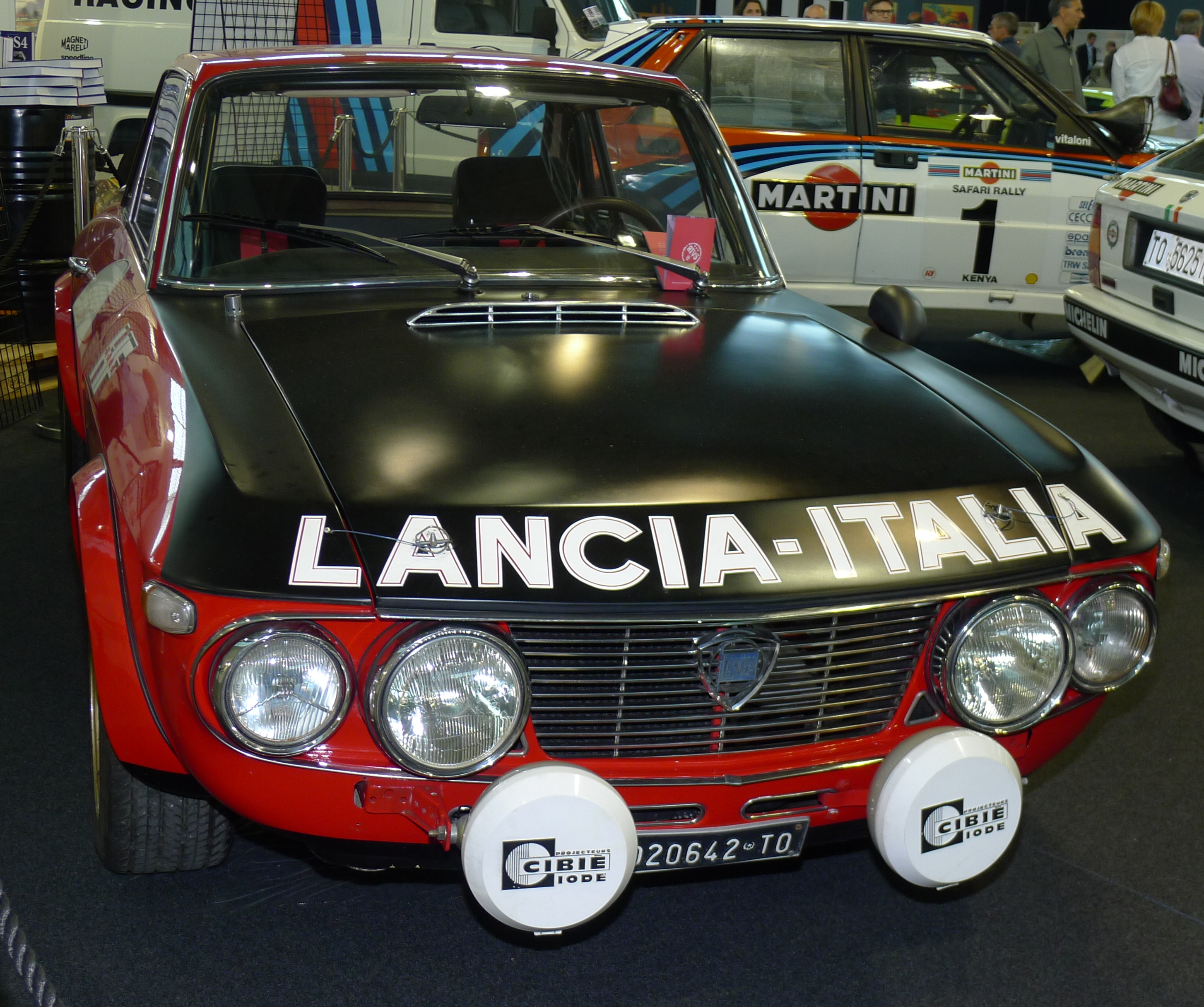
Une seule Lancia Fulvia HF a été engagée par la Scuderia Lancia, pour l'équipage Simo Lampinen/John Davenport.

| No | Pilote               | Copilote              | Voiture                | Groupe | Classement général                                 | Class. groupe |
| -- | -------------------- | --------------------- | ---------------------- | ------ | -------------------------------------------------- | ------------- |
| 1  | Simo Lampinen        | John Davenport        | Lancia Fulvia coupé HF | 4      | 3e à 13 min 40 s                                   | 3e            |
| 2  | Jean-Pierre Nicolas  | Michel Vial           | Alpine A110 1600 S     | 4      | 2e à 2 min 52 s                                    | 2e            |
| 4  | Jean-Luc Thérier     | Claude Roure          | Alpine A110 1600 S     | 4      | ab. après la 10e spéciale (courroie d'alternateur) | -             |
| 5  | Ove Andersson        | Arne Hertz            | Alpine A110 1600 S     | 4      | 1er                                                | 1er           |
| 6  | Richard Bochnicek    | Sepp-Dieter Kernmayer | Citroën DS21 injection | 1      | ab. dans la 17e spéciale (suspension)              | -             |
| 8  | Claude Laurent       | Dominique Laurent     | Daf 55                 | 2      | ab. après la 17e spéciale (retrait)                | -             |
| 9  | Håkan Lindberg       | Bo Reinicke           | Fiat 124 Spider        | 4      | ab. après la 6e spéciale (différentiel)            | -             |
| 10 | Franz Wurz           | Franz Zögl            | Citroën DS21 injection | 1      | ab. dans la 17e spéciale (suspension)              | -             |
| 11 | Giuseppe Ceccato     | Helmut Eisendle       | Fiat 124 Spider        | 4      | 4e à 1 h 32 min 25 s                               | 4e            |
| 12 | Alexander Kaja       | Hans Richter          | Citroën DS21 injection | 1      | ab. dans la 1re spéciale (boîte de vitesses)       | -             |
| 14 | 'Siroco'             | Miltos Andriopoulos   | Alpine A110 1600 S     | 4      | ab. dans la 6e spéciale (distribution)             | -             |
| 15 | Antonis Koulendianos | Nikos Koutsavelis     | Datsun 510P            | 1      | 8e à 6 h 45 min 56 s                               | 1er           |
| 16 | Âli Sipahi           | Erdoğan Zorlu         | BMW 2002 Ti            | 2      | 6e à 2 h 10 min 16 s                               | 2e            |
| 17 | 'Leonidas'           | Nicos Zoubroulis      | NSU 1200 TT            | 2      | ab. (retrait)                                      | -             |
| 20 | Johnny Pesmazóglou   | E. Mamalis            | Opel Kadett Rallye     | 1      | 5e à 1 h 50 min 47 s                               | 1er           |
| 24 | «Lycikomos»          | «Siro»                | Alfa Romeo 1750        | 2      | 7e à 3 h 01 min 36 s                               | 3e            |
| 43 | Mario Ioannides      | Paddy Langdown        | Peugeot 404            | 2      | 9e à 19 h 19 min 55 s                              | 4e            |
| 51 | Wolfgang Petzl       | Trothan               | Citroën DS21 injection | 1      | ab. dans la 6e spéciale (demi-arbre)               | -             |

## Classement du championnat à l'issue de la course
- Attribution des points : 9, 6, 4, 3, 2, 1 respectivement aux six premières marques de chaque épreuve (sans cumul, seule la voiture la mieux classée de chaque constructeur marque des points).
- Troisième du Rallye Monte-Carlo à égalité avec une des Alpine, Porsche a marqué 3,5 points lors de cette épreuve[6].

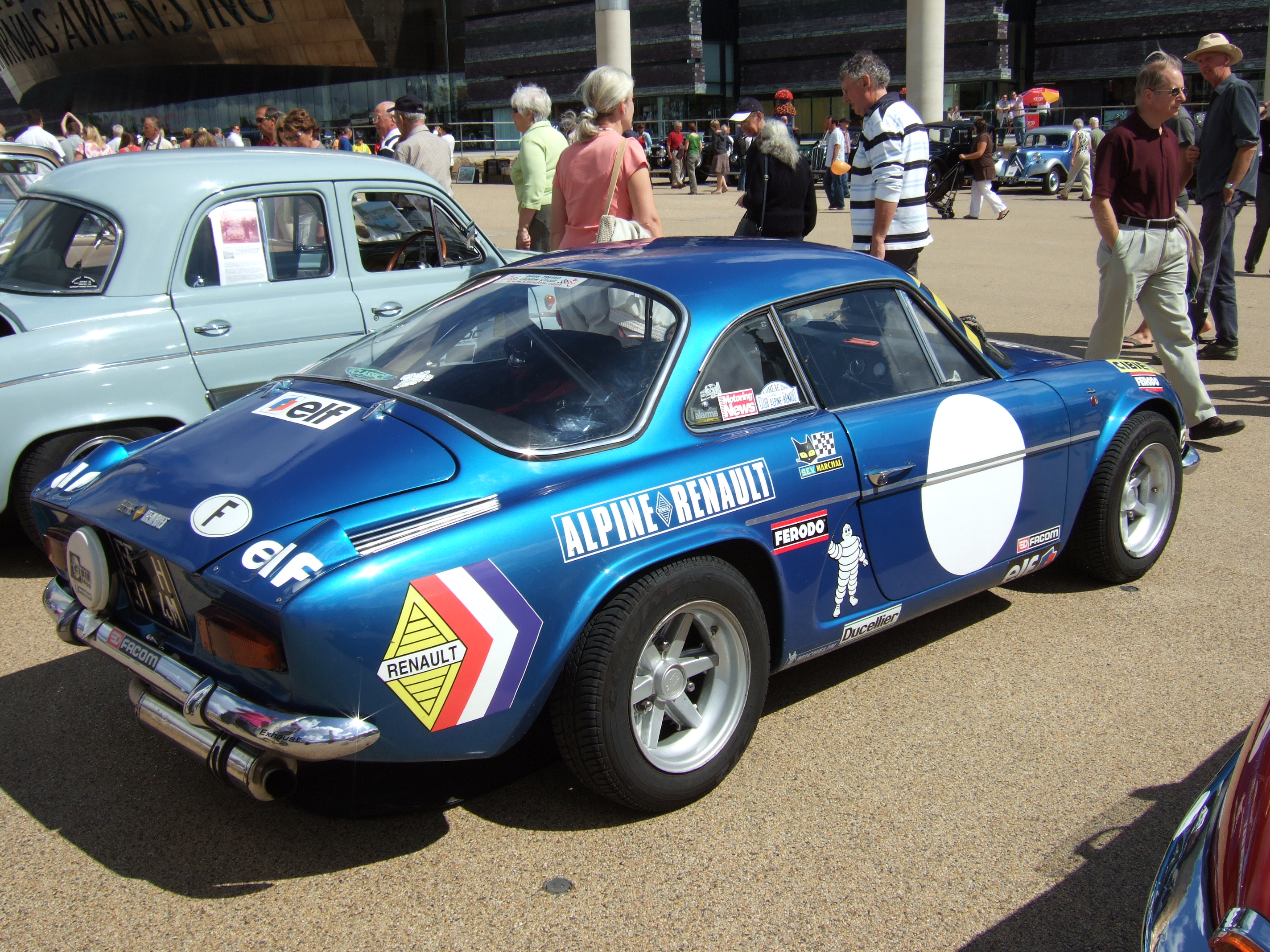
Après la quatrième victoire d'une berlinette A110 cette saison, Alpine est déjà assuré de remporter le Championnat international des marques 1971.

| Pos. | Marque     | Points | M-C | SUE | SAN | SAF | MAR | AUT | ACR | ALP | RAC |
| ---- | ---------- | ------ | --- | --- | --- | --- | --- | --- | --- | --- | --- |
| 1    | Alpine     | 36     | 9   | -   | 9   | -   | -   | 9   | 9   |     |     |
| 2    | Lancia     | 15     | 1   | 4   | 6   | -   | -   | -   | 4   |     |     |
| 3    | Datsun     | 11     | 2   | -   | -   | 9   | -   | -   | -   |     |     |
| 3=   | Fiat       | 11     | -   | -   | 2   | -   | -   | 6   | 3   |     |     |
| 5    | Porsche    | 10,5   | 3,5 | 3   | -   | 2   | 2   | -   | -   |     |     |
| 6    | Peugeot    | 10     | -   | -   | -   | 4   | 6   | -   | -   |     |     |
| 7    | Saab       | 9      | -   | 9   | -   | -   | -   | -   | -   |     |     |
| 7=   | Citroën    | 9      | -   | -   | -   | -   | 9   | -   | -   |     |     |
| 7=   | BMW        | 9      | -   | 6   | -   | -   | -   | 2   | 1   |     |     |
| 10   | Volkswagen | 4      | -   | -   | -   | -   | -   | 4   | -   |     |     |
| 10=  | Opel       | 4      | -   | 2   | -   | -   | -   | -   | 2   |     |     |
| 12   | Ford       | 3      | -   | -   | -   | 3   | -   | -   | -   |     |     |